# Redéveloppement immobilier
En immobilier, le redéveloppement est la modification de la fonction d’un site impliquant plus que le simple changement d’usage. Il s’agit donc de la transformation des bâtiments (ou des autres améliorations) présents sur le site, soit par conversion, soit par démolition et reconstruction. On parle aussi de redéveloppement quand des terrains vagues jadis construits reçoivent de nouvelles constructions. 
Le principal moteur du redéveloppement est la désuétude des bâtiments anciens amenée par le changement dans les besoins locaux ou par la hausse de la valeur des terrains sous-jacents, laquelle rend les bâtiments anciens impropres à générer le revenu maximum ou l’utilité optimale. Il est ainsi fréquent de voir d’anciens sites industriels (particulièrement près des centres-villes) redéveloppés en usages résidentiels, commerciaux ou mixtes (les industries étant relocalisées en banlieue) ou d’anciens secteurs résidentiels de faible densité redéveloppés en immeubles en hauteur. 
Les projets de redéveloppement peuvent être d’envergure variable, allant de l’immeuble individuel à un quartier complet. 
Un terme parfois utilisé comme synonyme de redéveloppement est réhabilitation urbaine. La réhabilitation implique souvent du redéveloppement, mais pas toujours, et elle n’implique pas nécessairement non plus la démolition de bâtiments mais peut impliquer la réhabilitation de ceux-ci ainsi que des autres aménagements urbains. 

## L'expérience américaine
Aux États-Unis, les lois fédérales et étatiques accordent aux villes et aux comtés le pouvoir d’établir des agences de redéveloppement et de leur donner les responsabilités en matière de détérioration urbaine. Les outils principaux de ces agences comprennent l’acquisition d’immeubles, l’expropriation, la capacité de développer et de vendre des immeubles sans appel d'offres et le pouvoir (et l’obligation) de reloger les personnes qui ont des intérêts dans les propriétés acquises. Le financement de ces opérations peut provenir de prêts des gouvernements fédéral ou des États, de la vente d’obligations ou de la taxation. 
Tout comme en Grande-Bretagne, certains projets de redéveloppement ont été très controversés, notamment les programmes de rénovation urbaine au milieu du XXe siècle. La controverse résultait généralement de l’usage de l’expropriation, d’objections au changement des usages ou de la densité du voisinage et du refus de l’utilisation de fonds publics pour payer certains éléments du projet.
Des problèmes ont aussi résulté du déplacement forcé de populations pauvres en vue de transférer leur propriété à de riches promoteurs à des prix inférieurs au marché quand ce n’était pas gratuitement. Malgré les lois restreignant l’expropriation à des fins publiques, les promoteurs pouvaient souvent construire sur de tels sites des immeubles commerciaux ou industriels.
Les résidents déplacés par le redéveloppement sont souvent sous-compensés et certains, notamment les locataires sans bail et les propriétaires de commerces, ne le sont pas du tout. Historiquement, les agences de redéveloppement ont acquis dans les zones de redéveloppement beaucoup de propriétés à des prix sous la valeur marchande ou même sous la valeur qu’elles avaient elles-mêmes estimée, parce que les personnes déplacées connaissent mal leurs droits ou manquent de moyens ou de motivation pour préparer un dossier en vue d’une contestation judiciaire de la valeur. Cependant, ceux qui le font obtiennent généralement plus que ce qui leur est offert par l’agence.
La controverse sur l’utilisation excessive de l’expropriation aux fins de redéveloppement a atteint son sommet en 2005 lors de la décision à cinq contre quatre de la Cour suprême dans la cause Kelo contre City of New London, qui autorisait l'expropriation pour fins de redéveloppement de maisons saines, simplement pour permettre aux promoteurs de donner un usage plus profitable aux terrains en cause et ainsi d’augmenter les revenus de la municipalité. La décision Kelo fut dénoncée par une grande partie de la population et reste très critiquée. Des lois contrant cette décision ont été proposées dans certains États et ont même parfois été entérinées. 

## Exemples célèbres de redéveloppement
Amérique du Nord :
- Pearl District, Portland, Oregon
- Atlantic Station, Atlanta
- West End, Boston
- Atlantic Yards, New York
- Lincoln Center, New York
- Le programme HOPE VI aux États-Unis
- The Mound - Decommissioned Nuclear Weapons Facility
- Western Addition, San Francisco, Californie
- Place Ville-Marie, Maison de Radio-Canada, Montréal

Amérique centrale :
- Panama in Casco Antiguo (Casco Viejo)[1]

Europe :
- Canary Wharf, Londres (Grande-Bretagne)
- Le redéveloppement de Norrmalm (Suède)
- Liverpool One, Liverpool (Grande-Bretagne)

Asie :
- Village Olympique de Beijing, (Chine)
- Sheung Wan, (Hong Kong)